# 斯德哥爾摩城市鐵路

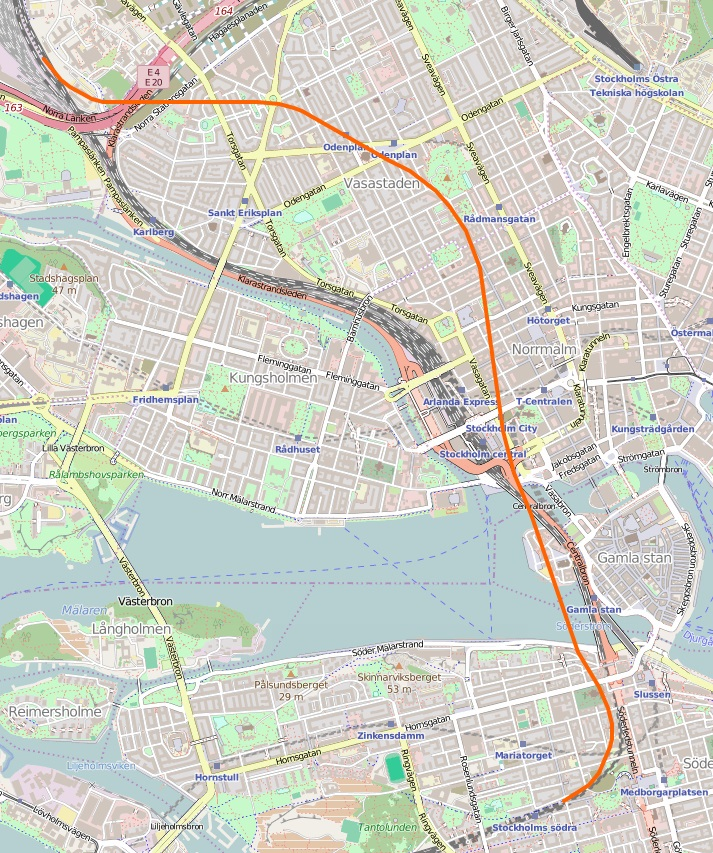
斯德哥爾摩城市鐵路隧道

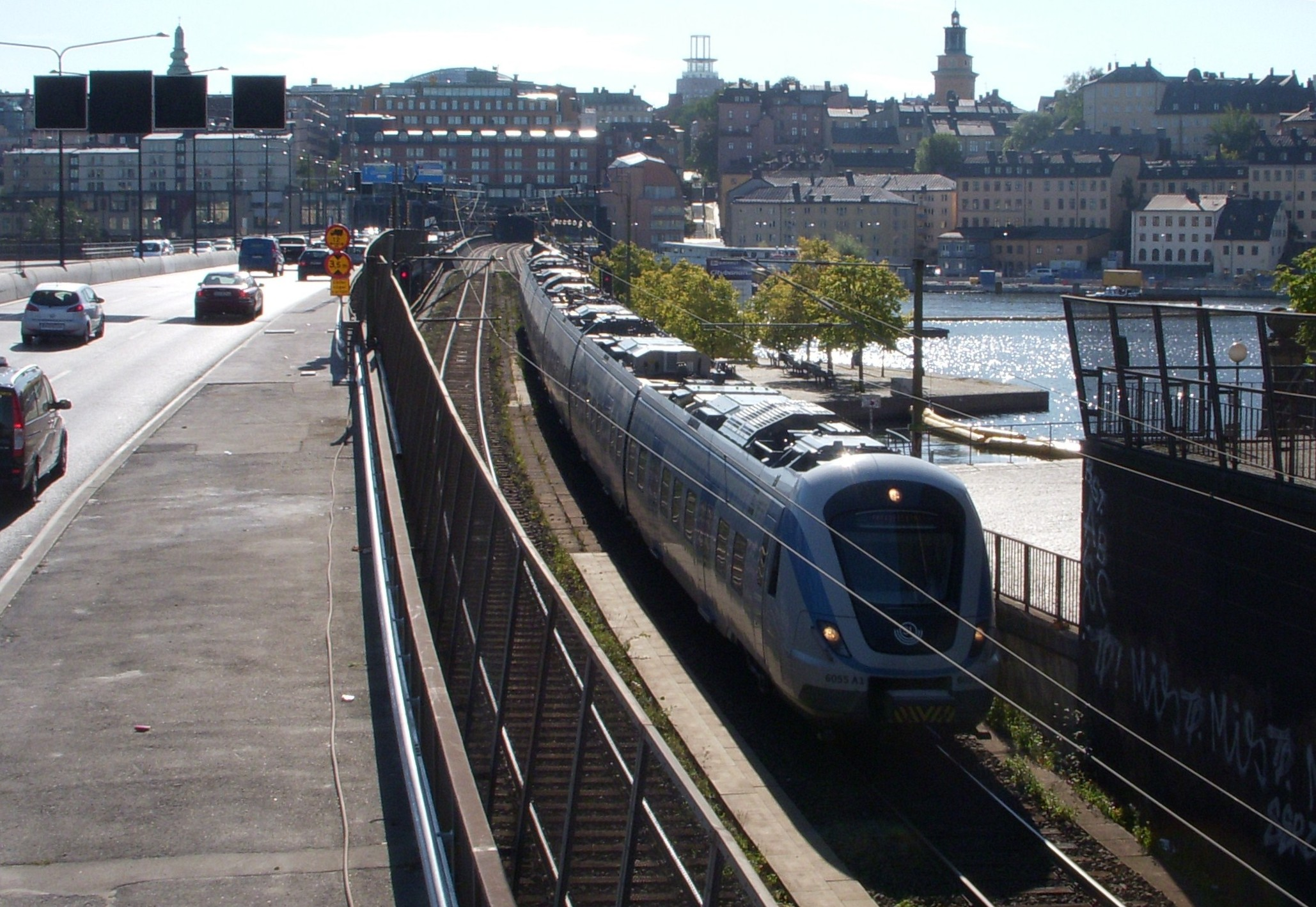
新隧道可將斯德哥爾摩繁忙的通勤交通由幹線分流至市中心

斯德哥爾摩城市鐵路（瑞典語：Citybanan）是瑞典斯德哥爾摩市中心一條通勤鐵路隧道，由斯德哥爾摩通勤鐵路營運，全長7.4公里，複線電氣化。設有兩個車站，位於斯德哥爾摩中央車站下方的斯德哥爾摩城市站，以及可轉乘斯德哥爾摩地鐵綠線的奧丁廣場站。全線於2017年7月10日投入服務，將通勤铁路與長途列車分開到不同的軌道上，緩解鐵路系統的擁堵問題，允許通勤铁路安排更頻繁的服務，斯德哥爾摩中央車站的通勤列車服務改由斯德哥爾摩城市站提供。。